# Famille Miani
Pour les articles homonymes, voir Miani.
 (août 2024).
La famille Miani, dite dans certaines chroniques Emiliani, est une famille patricienne de Venise, originaire de Pavie, d'où elle rejoint Venise dès les premiers siècles. 

## Historique

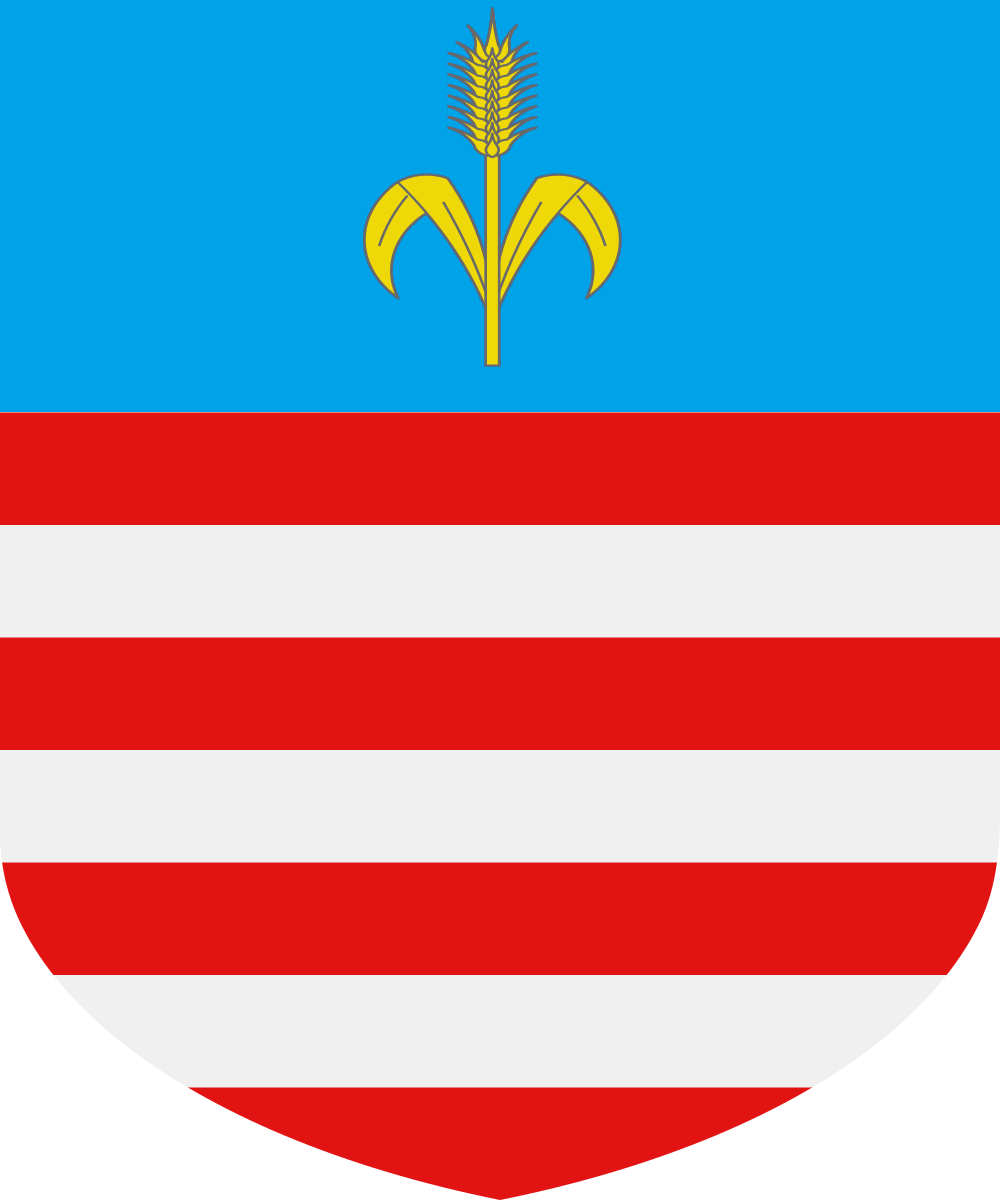
Armes des Miani.

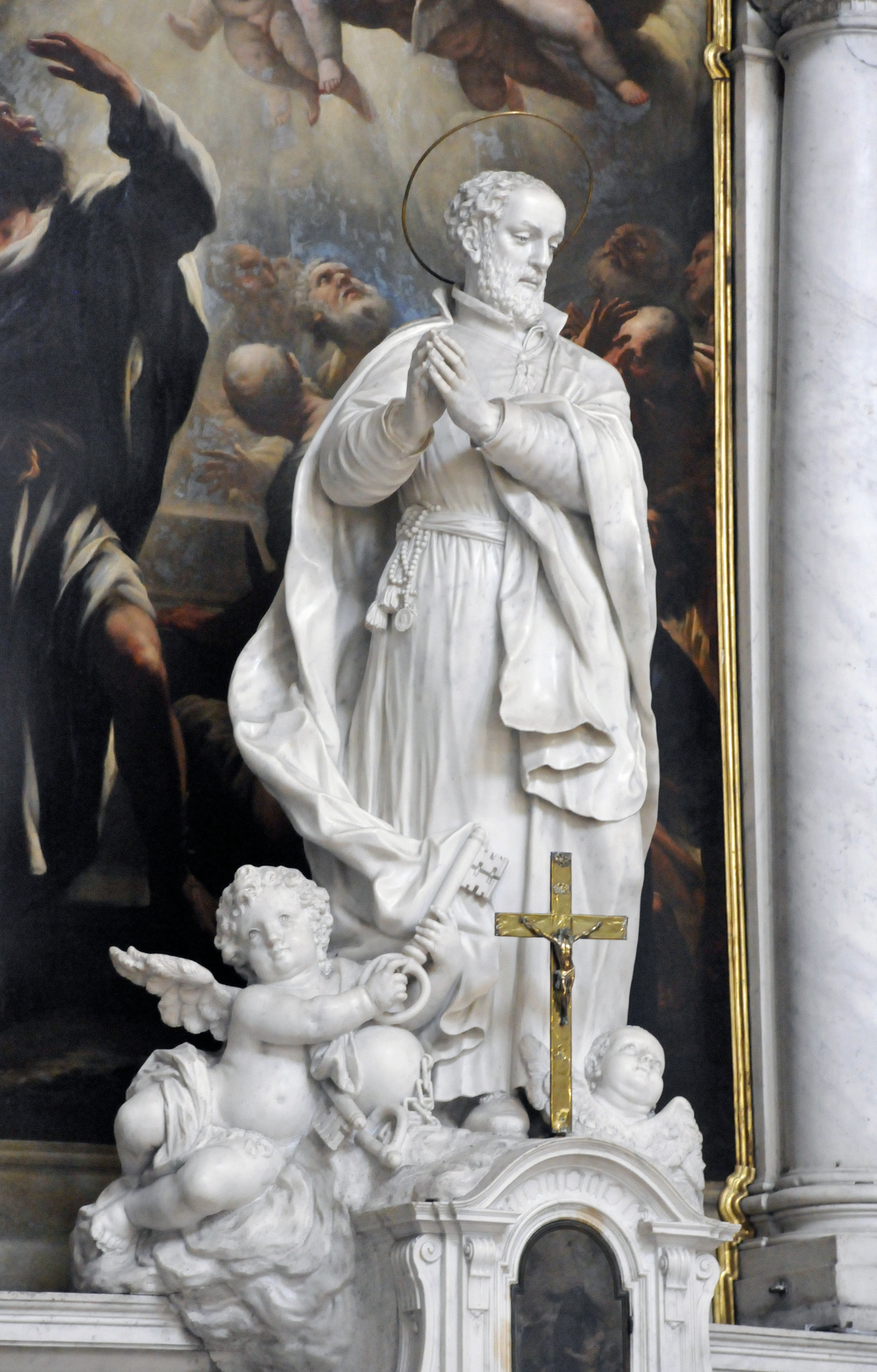
Gerolamo Miani.

Les Miani furent des tribuns antiques et ont fait édifier l'église San Tommaso.
Ils furent admis au Maggior Consiglio en 1252.
- Pietro Miani fut évêque de Vicence.

La famille s'éteint vers la fin du XVe siècle.
Leurs armes sont coupé d'or et d'azure, avec une rose d'argent, boutonnée d'or, dans le premier.
Les Miani qui furent appelés auparavant les Merani furent originaires de Jesolo.
Ils s'éteignirent en 1450.
Leurs armes furent fascés de gueules et d'argent de six pièces; en chef d'azur, à un épi de millet mouvant de la première fasce.
Les Miani, originaires de Cittanuova dell'Istria, de l'art des merciers, firent ériger l'Église San Vidal e furent inclus dans la noblesse lors de la clôture du Maggior Consiglio en 1297.
- Angelo Miani fut capitaine de la galère de la Marca en 1483 lorsque Venise prit Comacchio, en 1486 podestat et capitaine de Feltre, provéditeur de Zante, et enfin provéditeur des Pregadi.
  - son fils Luca, mandaté en 1509 à la défense de la forteresse de Scala (Trévise), ensuite régent de la forteresse de Castelnuovo;
  - son fils Girolamo, régent de Castelnuovo en 1511 et qui instiitua l' Ordre des Clercs réguliers.

Cette famille s'éteint en 1790. 
Mêmes armes que les précédents.

## Personnalités
- Jérôme Emilien (Gerolamo Miani), canonisé par Clément XIII.
- Pietro Emiliano, duc de Candie en 1343.
- Paolantonio, duc de Candie en 1510.

## Palais de Venise
- Palais Miani Coletti Giusti
- Palais Miani